# N586 (België)
De N586 is een gewestweg in België tussen Nijvel (N27) - Charleroi en Fleurus (N29). In Charleroi is de weg ter hoogte van het vliegveld Brussels South Charleroi Airport onderbroken. De weg heeft een lengte van ongeveer 18,5 kilometer over het gedeelte Nijvel - Charleroi en een kleine 4 kilometer over het gedeelte Charleroi - Fleurus.
Vanaf de kruising met de N582 in Gosselies tot aan het kruispunt met de Chaussée de Fleurus in Charleroi bevinden zich op de weg ook de tramrails van lijn 3 van de tram van Charleroi.
Vanaf de noordkant van Gosselies tot aan het kruispunt de Chaussée de Fleurus in Charleroi is de weg grotendeels eenrichtingsverkeer en alleen te berijden van zuid naar noord. In Fleurus is tussen de N29 en Station Fleurus de weg eenrichtingsverkeer en alleen van oost naar west te berijden.
De rest van weg bestaat uit twee rijstroken voor beide richtingen samen.

## Plaatsen langs N586
- Nijvel
- Bois de Nivelles
- Liberchies
- Thiméon
- Gosselies
- Charleroi
- Fleurus